# Sémien
Sémien est une localité de l'ouest de la Côte d'Ivoire et appartenant au département de Kouibly, Région des Dix-Huit Montagnes. La localité de Sémien est un chef-lieu de commune.